# Roberto Antonione
Roberto Antonione (Novara, 15 de juny de 1953) és un polític i metge italià. Llicenciat en medicina, s'establí al Friül-Venècia Júlia, on fou escollit conseller regional, primer amb la Llista per Trieste i després amb Forza Italia. El 1998 fou elegit president regional, càrrec que deixà quan fou escollit senador a les eleccions legislatives italianes de 2001 per la Casa de les Llibertats pel col·legi de Gorizia. El 2007 va saltar a la palestra per haver votat erròniament a favor d'una esmena a la llei sobre l'acció popular, proposada per Roberto Manzione i Willer Bordon.
| Precedit per: Giancarlo Cruder | Presidents de Friül-Venècia Júlia 1998 - 2001 | Succeït per: Renzo Tondo |